# Kerncentrale Kola
Kerncentrale Kola (Russisch: Кольская АЭС uitspraakⓘ, Kolskaja AES) ligt op het schiereiland Kola in de oblast Moermansk.
Eigenaar en uitbater is het staatsbedrijf Rosenergoatom. Twee VVER-440 V-230 en twee VVER-440 V-213 drukwaterreactoren zijn in de centrale actief.
| Reactorblok | Reactortype    | Vermogen | Begin bouw | Inbedrijfsname |
| ----------- | -------------- | -------- | ---------- | -------------- |
| Kola - 1    | VVER-440 V-230 | 411 MW   | 1970       | 1973           |
| Kola - 2    | VVER-440 V-230 | 411 MW   | 1970       | 1975           |
| Kola - 3    | VVER-440 V-213 | 411 MW   | 1977       | 1982           |
| Kola - 4    | VVER-440 V-213 | 411 MW   | 1976       | 1984           |